# Ковшевич Осип Миколайович
Д-р О́сип Микола́йович Ковше́вич (1855 — 6 січня 1919, Бережани) — військовий командант Бережанського повіту, полковник УГА, лікар.

## Життєпис
Навчався у Бережанській гімназії, в часі науки захворіла його мати. Сім'я не змогла оплатити лікування, по тому присягнув, що присятить себе лікуванню бідних.
Закінчив медичний факультет Віденського університету. Для матеріальної незалежності вступив до цісарської армії; дослужився до полковника. Меценат — до театру купував квитки для своїх вояків і командирів, підтримував читальні «Просвіти», для занять гімнастикою хлопців з бережанського «Сокола» придбав за 400 корон снаряди, читав лекції з фехтування.
Їздив по селах, виголошував промови на історичну тематику, а вчив селян боротися з різними недугами. Як інструктор з медичних знань брав участь у численних січових курсах.
Активний учасник Визвольних змагань, один із засновників Української Галицької Армії. Наприкінці жовтня 1918 до Бережан прибув Ісидор Сохоцький та по перемовинах з паном полковником досягає його запевнень щодо проведення зібрання української інтеліґенції про створення Західньо-Української Народної Республіки. 31 жовтня увечері доктор Ковшевич вибрався потягом до Львова для участи 1 листопада в нараді повітових делеґатів, які скликала Національна Рада. Після Листопадового чину Антін Чернецький в секретаріяті ручився залізничникам та щасливо відправив по домівках делеґатів — доктора Ковшевича, Андрія Шміґельського і Мирона Вітошинського.
Вже 2 листопада Ковшевич в Бережанах збирає широку раду для перебрання влади українцями, що й було щасливо зроблено 3 листопада. 4 листопада в бюрі старости полковник Ковшевич в присутності, зокрема, професора Ісидора Єлюка, врочисто проголошує перебрання влади в повіті Західньо-Українською Народньою Республікою. Першим українським старостою повіту Бережани 15 листопада стає радник бережанського окружного суду Іван Масляк, Окружним командантом — Петро Біґус.
Восени 1918 р. у Козові на Бережанщині комісаром і військовим комендантом став нотаріус — поручник Володимир Лібман; Військову Команду очолив штабний лікар доктор Осип Ковшевич.
Очолюючи боротьбу з епідемією холери у Бережанському повіті, заразився і помер. За його труною йшли тисячі людей з Бережанського та інших повітів краю. Похований на міському кладовищі у Бережанах.

## Нагороди Австро-Угорщини
- Лицарський хрест ордена Франца Йосифа (з воєнною відзнкою нім. Kriegsdekoration)[3]
- Золотий Хрест Заслуг з короною[3]
- Ювілейна пам'ятна медаль 1898[3]
- Військовий ювілейний хрест 1908[3]
- Пам'ятний хрест 1912/13[3]

## Вшанування пам'яті
Почесний громадянин Бережан, одна з вулиць міста пойменована на його честь.